# Рюгер, Курт
Ку́рт Рю́гер (нем. Kurt Rüger; род. 15 февраля 2006) — немецкий футболист, полузащитник клуба «Бавария II».

## Клубная карьера
Рюгер — воспитанник клубов «Мюнхен 1860» и «Бавария».

## Международная карьера
В 2023 году в составе юношеской сборной Германии Рюгер выиграл юношеский чемпионат мира в Индонезии. На турнире он сыграл в матчах против команд Мексики, Венесуэлы, США и Аргентины.

## Достижения
Международные
 Германия (до 17)
- Победитель юношеского чемпионата мира — 2023